# Rạch Giá
Rạch Giá wymowaⓘ – miasto w Wietnamie, nad Zatoką Tajlandzką, stolica prowincji Kiên Giang. W 2008 ludność miasta wynosiła 252 585 mieszkańców.